# Glycera dayi
Glycera dayi är en ringmaskart som beskrevs av O'Connor 1987. Glycera dayi ingår i släktet Glycera och familjen Glyceridae. Arten har ej påträffats i Sverige. Inga underarter finns listade i Catalogue of Life.